# Aloe scabra
Aloe scabra é uma espécie de liliopsida do gênero Aloe, pertencente à família Asphodelaceae.